# Bush Ranger

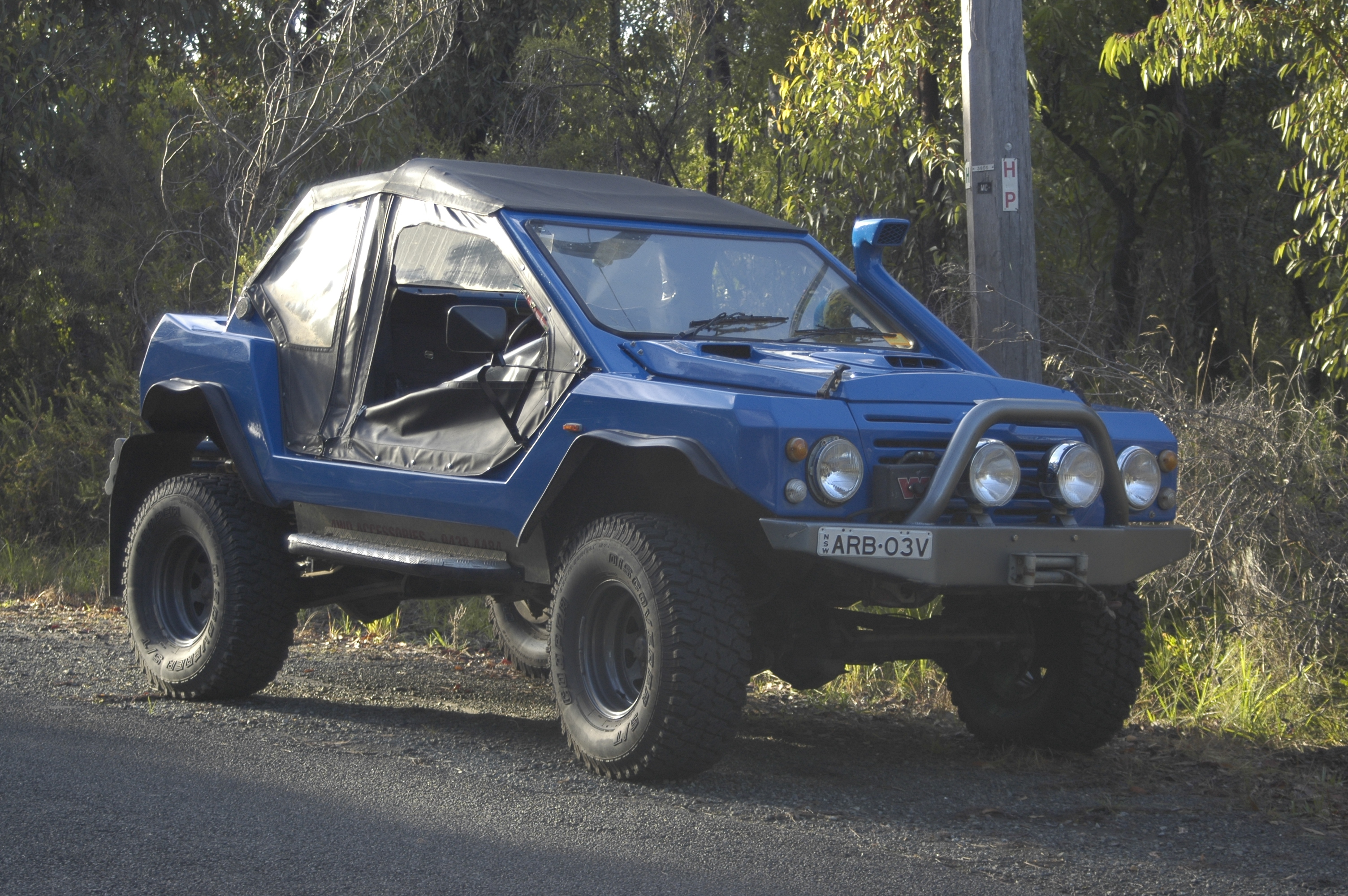

Le Bush Ranger (également connu sous le nom de Bush Rangie) est un buggy australien à 4 roues motrices fabriqué par John E Davis Motor Works et dérivé du Dakar du Royaume-Uni, mais il est considérablement différent, bien que les deux utilise des pièces Range Rover ou Land Rover Discovery.
Comme le Dakar, le Bush Ranger est généralement un Range Rover ou Discovery mis au rebut; dont le châssis a été coupé derrière l'essieu arrière, un arceau de sécurité ajouté et un corps de coque en fibre de verre placé sur le dessus. L'intérieur est généralement celui d'un Range Rover ou d'un Land Rover Discovery, et le moteur et la boîte de vitesses sont également Range Rover ou Land Rover. D'autres moteurs ont été utilisés.

## Voir également
- Truggy